# Junikowo

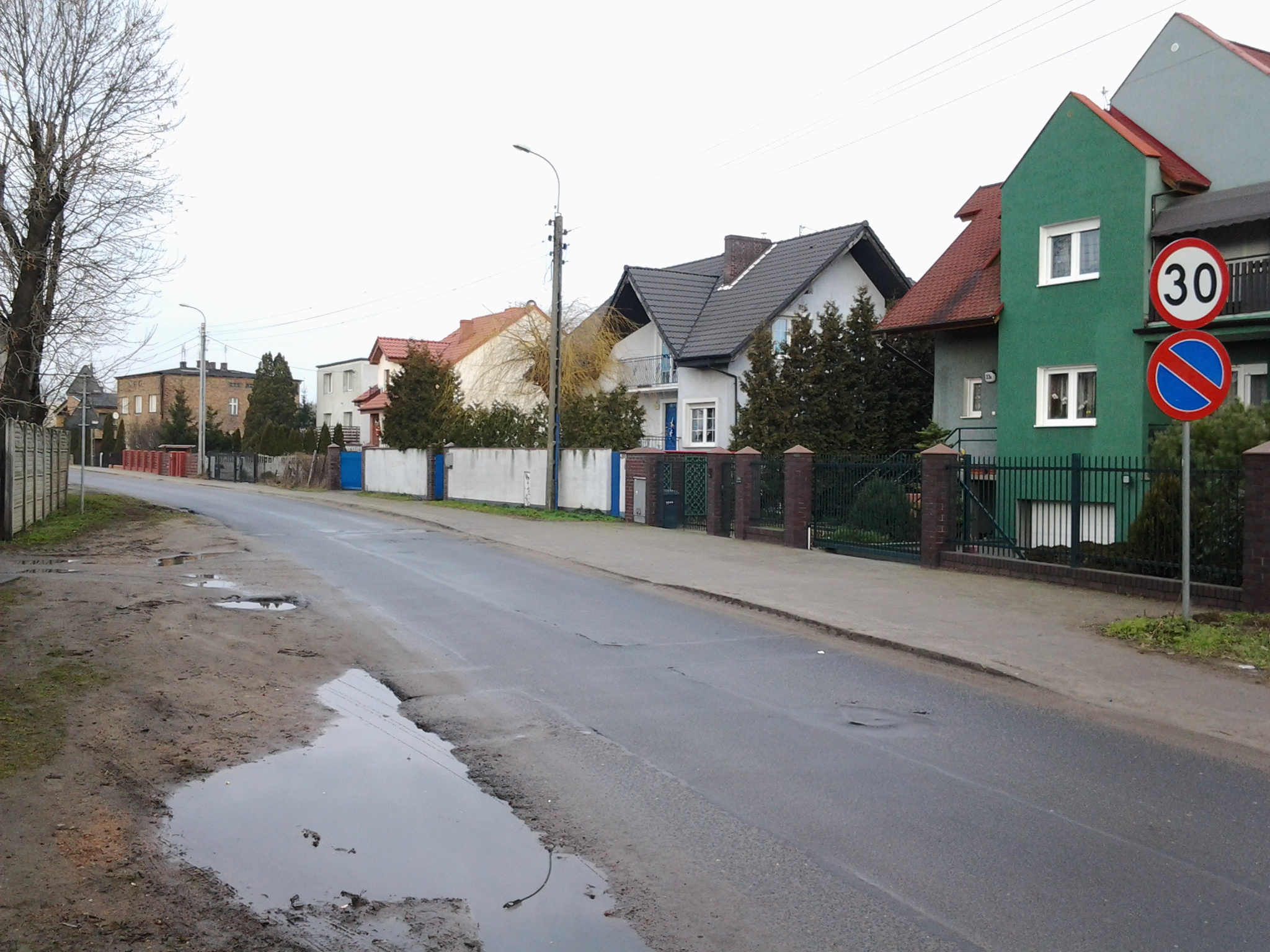
Teren historycznej wsi (ul. Junikowska)

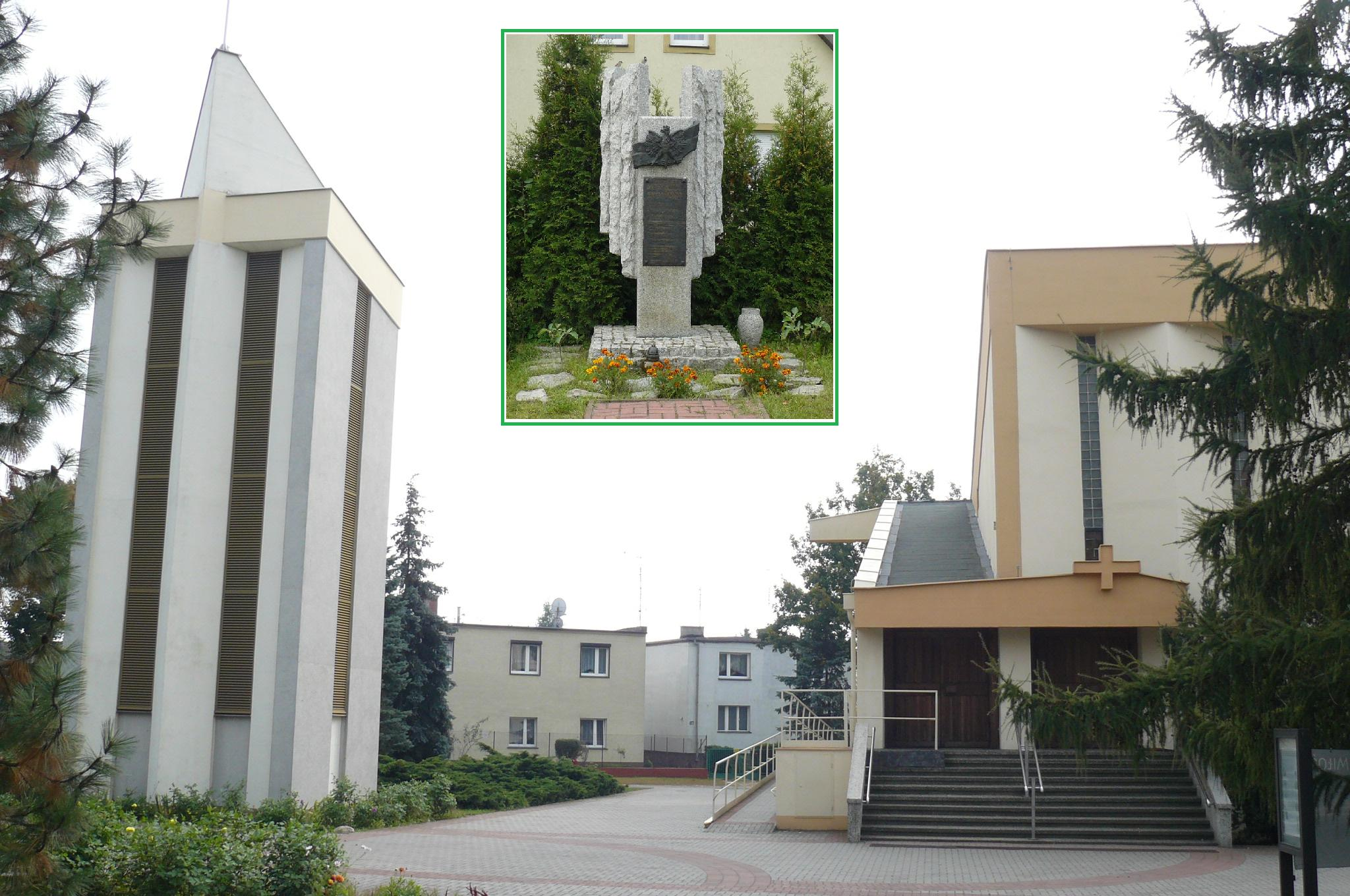
Kościół św. Andrzeja Boboli

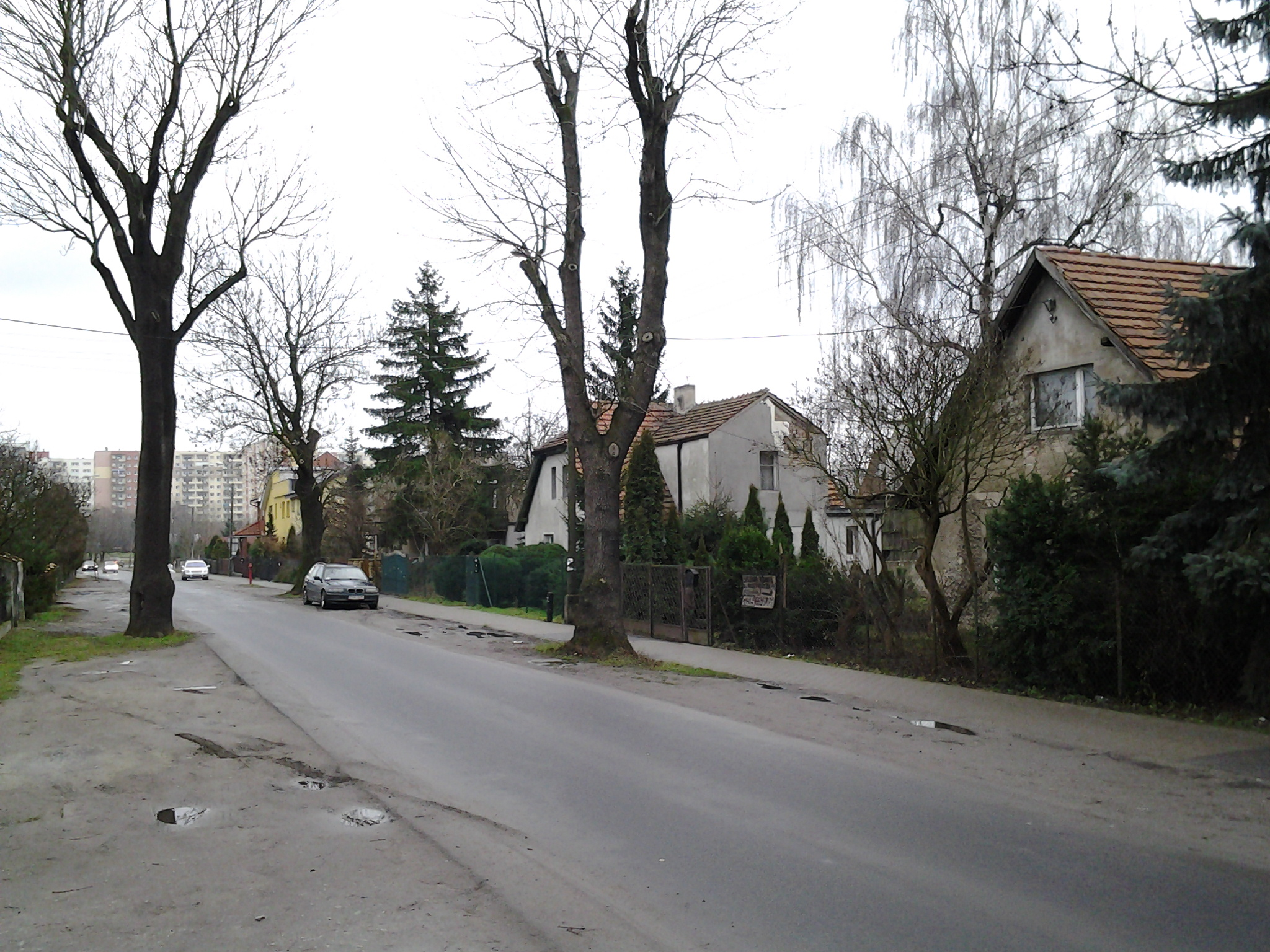
Pozostałości tzw. Kolonii (ul. Krośnieńska)

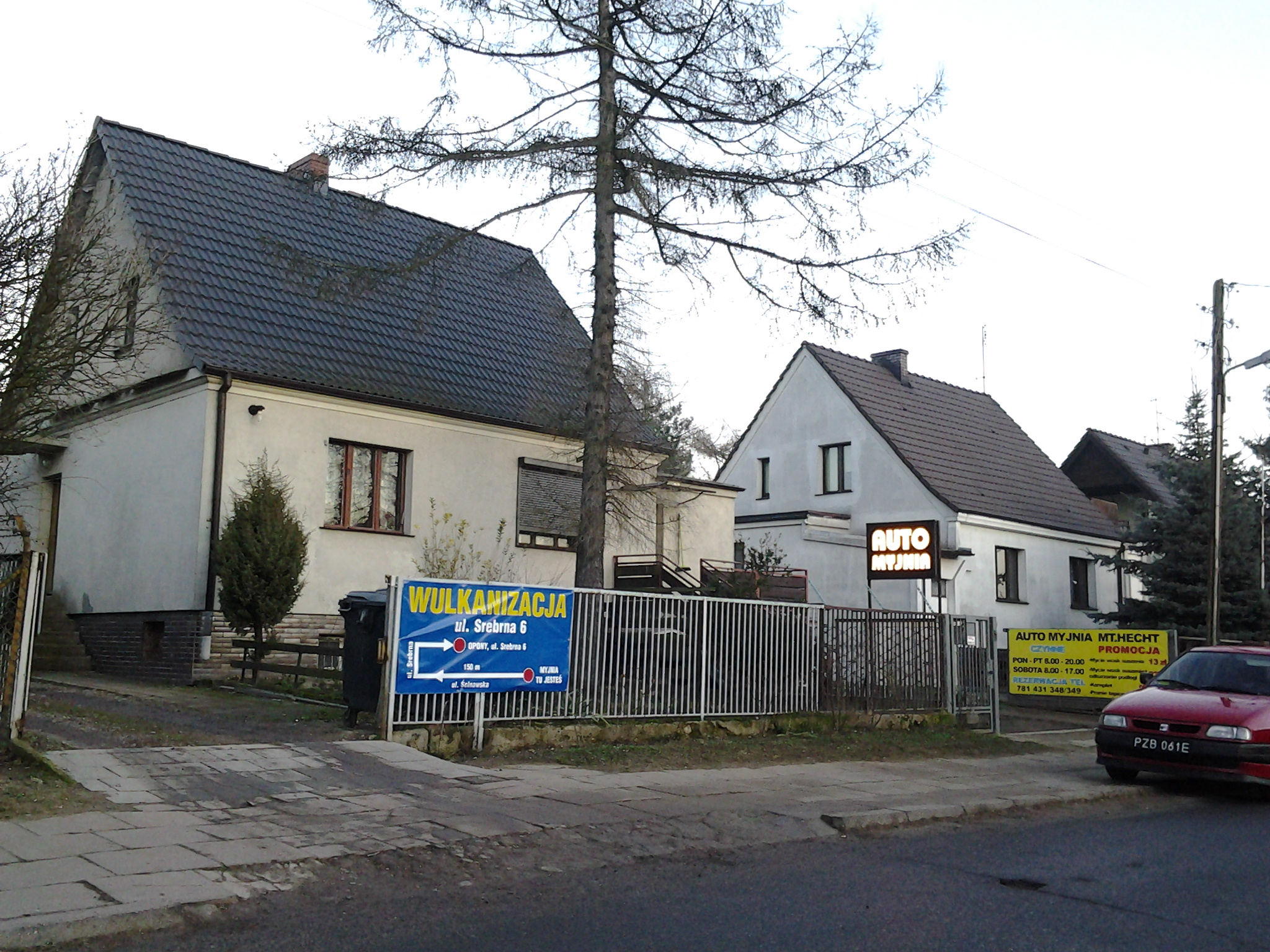
Typowa jednorodzinna zabudowa Junikowa (ul. Ścinawska)

Junikowo (niem. Lenzingen) – część miasta Poznania, a zarazem jednostka obszarowa Systemu Informacji Miejskiej (SIM) oraz osiedle administracyjne w zachodnim obszarze miasta.

## Położenie i obiekty
Dominuje tu zabudowa jednorodzinna.
Ważniejsze obiekty:
- największy w mieście cmentarz komunalny
- Park ks. Feliksa Michalskiego w Poznaniu
- instytucje, urzędy:
  - Urząd Skarbowy Poznań-Grunwald
  - Sąd Rejonowy Poznań – Grunwald i Jeżyce w Poznaniu
  - wydziały VII i VIII Ubezpieczeń Społecznych Sądu Okręgowego w Poznaniu
- obiekty naukowe i dydaktyczne:
  - Uniwersytet im. Adama Mickiewicza
  - Uniwersytet Medyczny im. Karola Marcinkowskiego w Poznaniu
  - Polska Akademia Nauk
  - Liceum Plastyczne im. Piotra Potworowskiego
  - Szkoła Podstawowa nr 54 im. Jana Kasprowicza
- gospodarka:
  - siedziba i zakład produkcyjny koncernu farmaceutycznego GlaxoSmithKline Pharmaceuticals S.A.
  - zajezdnia autobusowa MPK Poznań

Na Junikowie od 2001 roku istnieje drużyna piłkarska Szturm Junikowo Poznań (A-klasa).

## Historia
Według legendy pierwsza lokalizacja wsi miała miejsce bliżej centrum Poznania, ale zamieszkiwali ją ludzie bezbożni, większość czasu spędzający w karczmie, za co spotkała ich kara. Zatrzęsła się ziemia, a wieś wpadła w rozpadlinę, która potem stała się stawem.
Najstarszy prawdopodobny zapis dotyczący Junikowa pochodzi z 1287 r. W roku tym książę Przemysł II, późniejszy król, nadał kapitule kościoła katedralnego w Poznaniu swoją wieś, zwaną pospolicie Janicovo – („hereditatem seu villam Capituli nostri, lanicovo vulgariter nominatum”). Kolejny zapis („Vnykowo”) pochodzi z 1408 r. i dotyczy sprzedaży sołectwa w Junikowie kmieciowi Wawrzyniakowi s. Marcina sołtysowi z Krzyżownik (w parafii Tulce) przez kapitułę poznańską.
Wieś duchowna Janikowo, własność kapituły poznańskiej, położona była w 1580 roku w powiecie poznańskim województwa poznańskiego.
Aż do roku 1796 Junikowo stanowiło uposażenie kapituły. W wyniku drugiego rozbioru Polski majątek kapituły uległ konfiskacie i przeszedł na własność państwa pruskiego. Na przełomie 1831/1832 nastąpiło uwłaszczenie chłopów. Około 1880 Junikowo składało się ze wsi właściwej (okolice obecnej ulicy Junikowskiej) oraz kolonii Rudnicze (liczyło wtedy 37 domów i 328 mieszkańców: 297 katolików i 31 protestantów). Z tego okresu pochodzi wzmianka, że na terenie folwarku Junikowo (obecnie w tym miejscu znajduje się kościół) znajdowała się gorzelnia oraz młyn wodny. W 1906 r. folwark (58 ha) został sprzedany komisji kolonizacyjnej za 360 000 marek. Komisja kolonizacyjna podzieliła majątek na jednohektarowe działki. Na działkach wybudowano (z pieniędzy komisji kolonizacyjnej) 3-4 izbowe prymitywne domy oraz zabudownia gospodarcze. Większą część działek przydzielono niemieckim urzędnikom pracującym w Poznaniu. W tym też czasie wybudowano jednoizbową ewangelicką szkołę oraz niewielki cmentarz (obecna ul. Jawornicka). Aby umożliwić urzędnikom niemieckim dojazd do pracy, uruchomiono przystanek kolejowy Junikowo. W tym czasie dał się zaznaczyć wyraźny podział osady na trzy części:
- Starą Wieś – wzdłuż obecnej ul. Junikowskiej,
- Kolonię – wzdłuż obecnej ul. Krośnieńskiej,
- tzw. Osiedle – przy ul. Grunwaldzkiej.

Ponadto przy obecnej ul. Cmentarnej do dziś istnieje niewielkie skupisko domów dawniej nazywane Bożą Wolą.
W okresie międzywojennym większość Niemców sprzedała swoje majątki. Od tego czasu datuje się przyspieszony rozwój Junikowa. II wojna światowa zakończyła się w tym rejonie 27 stycznia 1945 wyparciem Niemców. W szybkim tempie przywrócono tu polskie nazwy ulic, ze szczególnym uwzględnieniem imion wywodzących się od nazw miejscowości łużyckich (np. Budziszyńska lub Miśnieńska).
W 1948 r. na terenie byłego placu ćwiczeń wojskowych utworzono cmentarz oraz wybudowano linię tramwajową łączącą Junikowo z centrum miasta. 28 czerwca 1956 o godz. 16.00, podczas Powstania Poznańskiego, zaatakowano miejscowy VIII Komisariat MO. 60 osób zdobyło wtedy 19 sztuk broni i amunicję.
Obszar Junikowa do 1990 r. należał do dzielnicy Grunwald.
W 1992 r. utworzono jednostkę pomocniczą miasta Osiedle Poznań-Junikowo. W 2010 r. w Poznaniu przeprowadzono reformę funkcjonalną jednostek pomocniczych i 1 stycznia 2011 r. przyłączono do obszaru Junikowa cmentarz miejski Junikowo, las na północ od ulicy Chryzantemowej, tereny na północ od ul. Smoluchowskiego. Rada Osiedla Junikowo wydaje czasopismo lokalne „Gazeta Junikowska”.

## Kapliczki i krzyże
Przed II wojną światową na terenach Junikowa i Rudniczego istniało dziewięć kapliczek i krzyży przydrożnych. Obecnie pozostały dwa krzyże i jedna figura – pozostałe zostały zniszczone podczas metodycznej akcji przeprowadzonej przez Niemców:
- ul. Junikowska, przed domem piekarza Edwarda Styzy – prosty krzyż kamienny, zniszczony,
- ul. Junikowska/Grunwaldzka – ceglana, otynkowana kapliczka maryjna z parkanem i figurką z 1910, fundator – sołtys Ludwik Nowak, z tyłu mogiła powstańców 1846, zniszczona przez policjanta Giesego,
- przy gospodarstwie Egona Kremera – figura św. Józefa z maja 1914, fundacja hrabiny Potockiej z Będlewa, zniszczona, przechowana i przywrócona w 1945, potem przeniesiona na ul. Junikowską,
- ul. Sieradzka/Grunwaldzka – drewniany krzyż, upadł podczas wichury w 1904, naprawiony i ponownie zniszczony przez Niemców,
- w rejonie Fortu VIII – murowana kapliczka św. Marii Magdaleny, zniszczona w nocy z 7 na 8 grudnia 1939 (legenda głosiła, że w tym miejscu straszy),
- ul. Paczkowska/Świdnicka – betonowy pomnik Najświętszego Serca Jezusowego ze składek społecznych, wykonawcą był Wojciech Tritt, poświęcenie 15 sierpnia 1935, zniszczony,
- ul. Wołowska/Fabianowska – krzyż drewniany z 1869 upamiętniający mord rabunkowy na księdzu Ignacym Cwojdzińskim, ścięty siekierami w 1940 lub 1941, po wojnie zrekonstruowany,
- nad Skórzynką w Rudniczem – krzyż drewniany z XIX wieku, w 1933 przeniesiony, ocalał w czasie wojny,
- ul. Bełchatowska/Sieradzka/Krośnieńska – betonowy Pomnik Wdzięczności w kształcie Miecza Chrobrego z fundacji lokalnego koła Stronnictwa Narodowego, rozebrany w 1940 przy odmowie wykonania tego zadania przez jeńców angielskich z pobliskiej budowy,
- ul. Grunwaldzka/Wołczyńska – figura Serca Jezusowego ufundowana przez Cecylię Witkowską w 1947 w podziękowaniu za uratowanie syna podczas wojny[14].

## Cmentarze
Oprócz jednego z dwóch największych cmentarzy w mieście – cmentarza junikowskiego – na terenie Junikowa funkcjonował też nieistniejący cmentarz ewangelicki. W 1938, przy ul. Junikowskiej, pomiędzy kościołem a torowiskami kolejowymi, odkryto szczątki kosynierów z 1846, pochowanych we wcześniejszym grobie ofiar epidemii cholery z I połowy XIX wieku. Kości zmarłych na tę chorobę, wraz ze szczątkami kosynierów, pochowano przy kapliczce na ul. Grunwaldzkiej (obecnie poszerzona ul. Grunwaldzka). 25 listopada 2011, podczas przebudowy torowiska tramwajowego, skrzynię z kośćmi spod dawnej kapliczki odnaleziono i zabezpieczono.
Podczas walk o Poznań w 1945 żołnierzy radzieckich chowano na przyfrontowym cmentarzu na narożniku ulic Grunwaldzkiej i Grotkowskiej (potem powstał tam sam spożywczy). Już w 1945 ciała przeniesiono na Cytadelę. Od ul. Krośnieńskiej do Lasku Marcelińskiego ciągnął się w latach 1944–1945 niemiecki rów przeciwczołgowy, nazywany Panzergrab, do którego wrzucano żołnierzy niemieckich. Wielu z nich spoczywa tam do dziś, np. w 2011 wykopano szczątki 40 żołnierzy podczas budowy biurowca Pixel.

## Sołtysi
Junikowscy sołtysi po 1832 (uwłaszczenie rolników, sołtys wybieralny):
- Jan Szymczak,
- Szymon Andrzejak vel Andrzejewski (do 19 października 1860),
- Ludwik Nowak (19 października 1860 – 1 kwietnia 1913),
- Andrzej Czyż (1918 – 1923),
- Antoni Banach (1923 – 1935),
- Walenty Gałęski (1935 – 1936),
- Jan Kujawiak (1936 – 1939),
- Karl Holz (narzucony Bürgermeister, 1939 – 1940, do przyłączenia Junikowa do Poznania)[17].

## Adres rady osiedla
Adres rady osiedla
Szkoła Podstawowa nr 54, ul. Małoszyńska 38, 60-176 Poznań

## Komunikacja
Na Junikowie znajdują się dwie pętle tramwajowe oraz jedna autobusowa: Budziszyńska, Junikowo, Junikowo PKM. Swoje trasy kończą tu tramwaje linii 1, 6, 13 i 15, a także autobusy linii 122, 177, 715, 716, 727 i 803 oraz nocne 214, 224, 257. Na granicy Junikowo/Plewiska znajduje się przystanek kolejowy Poznań Junikowo.